# カジャグーグー
カジャグーグー（Kajagoogoo）は、イギリスの音楽グループ。1983年、リマールがバンド形態のアール・ヌーヴォー（Art Nouveau、当時はThe Handstands）に加わる形で結成された。

## 来歴

### 結成
1979年、ロンドン近郊のレイトン・バザードで同じ学校の友人であったニコラス（ニック）・ベッグス、スチュワート・ニール、マネージャー役のポール・ライアンと、別の学校の友人であったスティーヴ・アスキュー、ジェレミー（ジェズ）・ストロードは、当初、それぞれ別々のバンドで活動をしていたが、ジェズがアルバイトしていた「エンジェルカーズ」という倉庫でジャムセッションを行うことになって、5人は意気投合、アール・ヌーヴォーを結成し本格的なバンド活動を開始した。彼らは、ジンピードレイクレコードから100枚だけプレスしたシングル「Fear Machine」を発表し、パブやクラブを中心にライブ活動をしていたが、アール・ヌーヴォーとして中々芽が出なかった彼らは新たにボーカリストを探し始めていた。
1980年、俳優と歌手を目指していたクリストファー・ハミル（Christopher Hamill、後のリマール）は、2枚のシングル「It's Christmas」と「Angel」を発表し、ソロでメジャー・デビューを目指していた。その後もソロ名義で「Who Shall I Be Today」や、「Kris」という名前でデュエットした「Strange Kinda Love」などを歌ったがヒットに結びつかず、新たにバンドのボーカリストとして道を模索し始め、雑誌『メロディ・メイカー』にバンド募集の広告を掲載した。広告を掲載した後、100組近いバンドと会ったがどれもパッとせず、一時渡米し、戻った時にボーカリストを探していたニックから連絡をもらい、ニックが送った「Fear Machine」を聴いて一気に気に入り、バンド加入を決めた（特にB面の「Animal Instincts」が気に入って、後にリマールのボーカルで録音し直し、「Ooh To Be Ah」のカップリングとして収録された）。
加入と同時にハミル（Hamill）は名前の綴りの配列を変えてリマール（Limahl）と名乗り、バンド名もその頃のThe Handstandsからカジャグーグー（Kajagoogoo）に変更した。
5人になったカジャグーグーはメジャーデビューへ向けて曲作りに励んだ。当時の彼らはエルトン・ジョンのカバーや、「Ever So Lonely」、「Don't You Want Me」など未発表のオリジナル曲を作っていた。中でも「Shy Shy」（後の「Too Shy」）や、「Ooh To Be A」（後の「Ooh To Be Ah」）は完成度が高く、ライブでも評判は良かった。

### 1981年 - 1985年
1981年にリマールのガールフレンドがデュラン・デュランのサイモン・ル・ボンと知り合いで、その関係から新たなバンド・プロデュースをしたがっていたニック・ローズを紹介され、ニック・ローズが彼らをEMI ロンドンに紹介する形でメジャーデビューを果たす。
1982年デビューに当たってシングルを選曲する際に、プロデューサーを務めたニック・ローズとデュラン・デュランのアルバムのプロデュースをしたコリン・サーストンが共に一番気に入っていた「Shy Shy」を若干、歌い方を変え、タイトルも「Too Shy」（邦題「君はTOO SHY」）として発表、同様に「Ooh To Be A」も「Ooh To Be Ah」と変更して2ndシングルとして準備した。
1982年12月、1stシングル「君はTOO SHY」を発表、翌年1月にはUKチャート1位になり、「デビュー曲でNo.1」の快挙をはたす（その他、ヨーロッパ7か国でも1位となる。米国では5位）。
同年、4月には2ndシングル「Ooh To Be Ah」と、1stアルバム『君はTOO SHY (White Feathers)』（プロデューサーはニック・ローズとコリン・サーストン）を発表、シングルはチャート7位まで上がる。6月には3rdシングル「ハング・オン・ナウ」を発表、チャート13位まで上がる。その頃、アメリカではイギリスより遅れて発表された「君はTOO SHY」がUSビルボード誌で5位まで上がり、それに気を良くしたリマールはミキサーのティム・パーマーと共に「ハング・オン・ナウ」のリミックス盤をアメリカ版シングル（米国78位）として発表した。
同時期に行っていたイギリスツアーも好評で順調に活動している様に思えたが、ツアー終了後の7月に表向きは「音楽の方向性の違い」を理由にリマールが脱退する（実情は「音楽の方向性の違い」ではなく、リマールが「君はTOO SHY」や他の曲の作詞・作曲に関するギャランティの配当を50%という法外な割合をバンドに要求し、均等配当を考えていたニック達やマネージャーのポール・ライアンを困惑させたことが原因。ジェズはリマールの要求にある程度理解を示したものの、マネージャーを含んだ他の4人は否定的だったことから、リマールと彼らの仲に溝ができ、クビにされた）。
1983年8月、4人に戻ったカジャグーグーは、ニューヨークに行ったことをモチーフに作った新曲「ビッグ・アップル」を発表、前作と同じくコリン・サーストンをプロデューサーに迎え、前シングルを上回るチャート8位まで上がる（このC/W「Monochromatic」ではニックの声で歌われているが、曲の頭と終わりのライブMCを良く聴くとリマールの声になっている、アール・ヌーヴォー時代の曲）。
ソロになったリマールは「ハング・オン・ナウ」で手を組んだティム・パーマーと、ファッションのディー・ハリスと共に12月に1stシングル「オンリー・フォー・ラヴ」を発表する。リマールはこの翌年1月に東京音楽祭に参加、銀賞を受賞する。ここに審査員で来ていたジョルジオ・モロダーと出会い、才能を見出される。
カジャグーグーは1984年3月に「ライオンズ・マウス」（英国25位）を発表、ニックはこの曲からギターとベースを兼用した楽器チャップマン・スティックを使い始める。同年5月には2ndアルバム『アイランズ』と6枚目のシングル「バック・オン・ミー」（英国47位）を同時に発表する。ニックはこの頃にファッションのマリガンと組んでIm-Mac Logicを結成し、チャップマン・スティックで弾いた「Bolero」の12インチ・シングルを発表した。
その後、アルバムの発表を期にワールドツアーに出て、7月と9月に2度来日し、その9月には来日記念盤として日本用に「パワー・トゥ・フォーギヴ」をシングル・カットしている。一方、リマールの方は5月に2ndシングル「TOO MUCH トラブル」を発表、9月には1stアルバム『ドント・サポーズ』を発表した。
カジャグーグーは日本のツアー後、「バック・オン・ミー」のリミックス盤をアメリカ用に発表、当初はミニ・アルバムとして発表する予定を急遽アルバムに入れ直し、タイトルも『アイランズ』から『Extra Play』に変更、過去のイメージを一新しようとバンド名もカジャ（Kaja）と短く改名した（アメリカでは後で同名のミニアルバムも発売された）。
改名が功を奏したのか「バック・オン・ミー」の12インチ・シングル（Flipped Disc Mix）は、1985年4月の2週間、ビルボード・ダンスチャートで2位まで上がり、「君はTOO SHY」以来の久々のヒットとなった（当時ブレイクダンスブームで、新宿や六本木のディスコでは良く使われていた）。
同じころ、リマールは東京音楽祭で知り合ったジョルジオ・モロダーから映画『ネバーエンディング・ストーリー』のテーマ曲を歌う依頼が入り、その申し入れを受ける形で3rdシングルとして「ネバーエンディング・ストーリーのテーマ」を発表、世界18か国で1位になり「君はTOO SHY」を上回る大ヒットとなった。また、ドイツ語圏を中心に4枚目のシングル「Tar Beach」のリミックス盤を発表、こちらも急遽予定していたミニ・アルバムを変更して、1stアルバム『ドント・サポーズ』に2枚のシングルを入れ直して発表した。
1985年7月頃、カジャは3rdアルバムのレコーディング中にドラムスのジェズが脱退、アルバム自身は8割方完成していたが、急遽サポートドラマーにデイヴ・マタックスを迎えて完成にこぎつけ、9月にアルバム『カジャ3 (Crazy Peoples Right To Speak)』と、シングル「涙の傷あと」（英国63位）を発表する（このシングルは当初、映画の挿入歌になる予定だったが、ボツになったという。これはアメリカで「カジャ」と改名した後ヒットした余波は、ヨーロッパではそれ程でもなく、「カジャグーグー」の知名度と比べると見劣りすることで、改名が逆効果となった。またジェズの脱退理由は公式には発表されていないが、過去のリマールの問題が少なからず影響し、バンドの先行きを懸念したことが本当の理由らしい）。プライベートの問題でバンドへの貢献が疎かになり解雇された。
その後、アルバム未収録の「Hurricane」と「Whatever You Want」の2曲を加えた「Shouldn't Do That」のダブル・シングルをイギリスで発表したが、プロモート上の問題で「Shouldn't Do That」発表を最後に解散が決まり、年末に解散、メンバーは別々に新たな道を探すべく、ソロ活動を始める。
リマールの方は「ネバーエンディング・ストーリーのテーマ」をヒットさせた後に、ニューヨークのミキサー、ジェリー・ビーンと『Compromise』（未発表）を製作、その後ジョルジオ・モロダーと2ndアルバム作りに取り掛かり、1986年にシングル「瞳ときめいて (Love In Your Eyes)」（当時の「三菱・デリカ」のCMソング）を発表、同年5月に2ndアルバム『カラー・オール・マイ・デイズ』と、ソロ6枚目のシングル「Inside To Outside」を発表する。
そんな頃、EMIレコードの関係から本田美奈子のアルバム『CANCEL』への作曲の依頼がカジャ解散後のニックとリマールに入り、ニックが「Lovesong For Somebody」を、リマールが「24時間の反抗」を提供している。その後、リマールも1987年にレコード会社との契約が切れて、しばらく活動休止になる。

### 解散後1986年以降
ニックは1987年3月、サイモン・エリス（キーボード）とオースティン・ハワード（ボーカル）と3人で、Ellis, Beggs & Howardを結成、BMGと契約し、88年6月、1stシングル「Big Bubbles, No Troubles」（英国59位）を発表する（この曲はドイツ、オランダでヒットし、その後6種類のリミックスが発表された。またニックは公式サイトの中で「この曲が今までで1番気に入っている」と書いている）。同年8月、2ndシングル「Bad Times」、11月には3rdシングル「Where Did Tomorrow Go?」発表。4thシングルには「Big Bubbles, No Troubles」をYouthがミックスし直した「Bubbles」を発表、4枚目発表時にバンド名をEBHと改名、その後ライブを中心に活動を続け、1992年5枚目のシングル「Chocolate Coated Money」を最後に解散する。しかし、解散後の1995年4月に1stアルバム『Homelands』を発表している。
また、ニックの自主製作で1991年から1992年の間に作ったEllis, Beggs & Howardの未発表曲を中心としたアルバム『The Lost Years Vol.1』（原題：Clicks, Pops & Drop outs）を自身のレーベルFlying Saucer Musicから売り出した。
活動休止をしていたリマールは一時期、アリスタと契約していたが結局レコードは発表せず、この頃仕事も少なめだったリマールが職業安定所に通う姿も見られたが、その後自身の事務所Lamhil Musicを設立し、1991年、久々にBassline Featuring Limahlとしてシングル「Stop」と「Maybe This Time」をドイツで発表、その後もイギリスではメジャー契約をしないまま、1992年にリマールの名前でシングル「ラブ・イズ・ブラインド -愛の行方-」を発表（このシングルには楽器のリース業を始めていたジェズがクレジットに載っている）。さらにはカジャグーグー時代のヒット曲「君はTOO SHY」をリメイクし、元曲の「Shy Shy」の歌い方にAOR調のアレンジを加えた「Too Shy '92 Remix」を発表した。そして1992年末に、4枚のシングルを入れた3rdアルバム『Love Is Blind』を発表。
その後のリマールは自身の活動の他に、キム・ワイルドのアルバム作りにも参加しつつ、それとは別にGuy Phetheanと組んだプロデュースチーム「Jupiter」を結成し、1994年にSylvia Mason Jamesをボーカルに据えたシングル「Destiny」を発表、さらに1996年にはGuy Phetheanとの共同名義でShy Guy Featuring Limahlの名前でシングル「Walking In Rhythm」を発表、この曲はリマールのアルバムには入っていないレアな曲となった。
一方、ニックはその後、アイリッシュ・バンドのアイオナにベーシストとして参加。アルバム『ケルズの書』と『ブレンダンの航海』の2枚に参加して脱退する。その後は、デュラン・デュランのギタリストであったウォーレン・ククルロのソロ・アルバムや、EBHのSimonやギターのPaul Harveyと共にゲイリー・ニューマンや、ベリンダ・カーライル、D:reamなど様々なアーティストのプロデュースや、セッションプレイヤーとして参加しながら、雑誌「Bass Guitar Magazine」のスタッフライターとしても活躍していた。また、1996年には日本のアーティストCoziのプロデュースに全面協力し、ミニ・アルバム『Naked Sun』のベース全般と、「Babylon」では作詞を、「SPACE HITCH-HIKER」では日本語でバック・ボーカルも披露している。
ジェズは脱退後、ロンドンで楽器のリース業「Atlantic Hire」を経営していて、解散以来ドラム・スティックは握っておらず、他のメンバーとも交流が無いらしい。
スティーヴは1986年に、Andy Fitzgerald（ボーカル）とPaul Turley（ドラム）と3人でSmalltown Elephantsを結成、UKポリドールと契約し、a-haのUKツアーの前座を勤めながら同年6月にシングル「Walking On Ice」を発表（レコード会社とのトラブルでアルバムデビューはできずに解散した）。その後、Baby Boomerangや、Christmas Islandを結成したが、現在は1994年に自身の音楽制作会社「Protec Music」をLeighton Buzzardに設立、他のアーティストとのプロデューサー業や、ギター講師、Lu Cozmaとのプロジェクトの傍ら、ニックのソロ活動も支援している。また、1998年にアール・ヌーヴォー時代のシングル「Fear Machine」をリメイクし、自身で歌った「Fear Machine 2000」を作成してインターネットで配信していた（スティーヴはこの曲でニックの歌い方を真似し、それを聴いたニックは大変気に入ったそうだ）。今では時々、ベースプレイヤーとしてスチュワートや地元の音楽仲間と「Malachi」というカバーバンドでプレイしている。
スチュワートはカジャ解散後にソロ名義の活動を行ったがどれも上手く行かず、Helen Shapiroと組んだ際にはギタープレイヤーとしての才能を見出したが、財政的な問題が生じた結果、音楽業界から引退した。その後、地元のレイトン・バザードに戻り、「Read Soft」というIT企業でソフトウェアのセールスをしながら、時々スティーヴや地元の音楽仲間と「Malachi」というカバーバンドを組んでいる。
1998年頃イギリスでは80'sミュージックのブームが訪れ、カルチャー・クラブや、スパンダー・バレエなどいくつかの1980年代に活躍したバンドが再結成や、期間限定でライブ活動を行った。その当時、活動が下火になっていたリマールも「カジャグーグー再結成」を画策して準備を進め、他のメンバーにも何度かオファーを掛けていた中、映画『ウェディング・シンガー』のサントラに「君はTOO SHY」が使われることになり、再結成の話が現実味を帯び始めた。しかしニックがそれを嫌い、一度目の話は結局流れてしまった（当時ニックはリマールを解雇したことで、本当の解雇理由を知らないファンからマイナスイメージを持たれ、そのことで傷つき、あるTVのインタビューでも「もうカジャの頃には戻りたくない」と語っていた）。ただ、リマール自身その計画を無駄にはできず、1999年に以前作ってお蔵入りになっていた新曲「Rhythm Of Love」と「Lost In Love」の2曲と、カジャ脱退後の曲をリマール自身が歌い、それらを加えたものをベストアルバムとして発表した。また、同年に『12 Of Pleasure』というコンピレーション・アルバムに「Then Suddenly」という曲も発表した。
その頃ニックは1997年頃からジョン・ポール・ジョーンズや、ハワード・ジョーンズのツアーに参加する様になり、2000年にはハワード・ジョーンズのリメイクベストアルバム『Perform.00』（※日本盤タイトルは『メタモファシス (Metamorphosis)』）のレコーディングとツアーにベーシストとして参加した。また、以前から計画していたチャップマン・スティックを使ったアルバムの製作に取り掛かり、20曲を完成させ、2000年5月に初のソロ・ライブを行い、翌年5月にその中の15曲を収録したアルバム『Stick Insect』を自主製作第2弾として発売した。その後、雑誌「Guitarist」の企画で新楽器Chapman NS Stickのデモ曲を作曲、雑誌の付録として、正式なタイトルも無い「Chapman NS Stick Demo」（※後にタイトル「Do Wot You Want」）を披露した。
2001年3月、リマールは1980年代映画の主題歌を歌うミュージカルに参加、そのステージを収録した『What A Feeling II』が発表され、他のアーティストと一緒に「007/美しき獲物たち (A View To A Kill)」や「ネバーエンディング・ストーリーのテーマ」など数曲を聞かせている。
2002年、ニックはジョン・ポール・ジョーンズや、他のアーティストのアルバム製作に参加しながら6月に、以前日本のFM局が放送したテープを元に、1984年9月のツアーファイナルの東京公演を収録した『Kajagoogoo Live In Tokyo 1984』を自主製作第3弾として発売、そして8月にはスティーヴの友人で、カジャのウェブサイトを主催するKen Tidyが『Art Nouveau Live』と、スティーヴのバンドの『Smalltown Elephants 1986-1988』を自主製作で発表した。一方、リマールは久々の新曲「Love That Lasts」を9月に発表した。
2003年6月、スティーヴの所でギターを習っていたヘイリー・ボニックの音楽学校卒業制作にニックが加担して新たなバンドプロジェクトを企画、ボーカルを全英の音楽学校から選考してアレックス・スタンプをボーカルとして加えてインダストリアル・ソルトと名づけたバンドプロジェクトを開始した。そして、ニックとスティーヴは共同でプロデュースとバンドのサポートメンバーを勤めた（インダストリアル・ソルトの名前はある日、ヘイリーが宿題をしている時に化学の教科書から拝借したもの）。

### 再結成
2003年1月にニックがソロ2ndアルバム『The Maverick Helmsman』を発表した。また、ニックはこの頃、日本のアーティストPOLYSICSのアルバム「カジャカジャグー」や、the brilliant greenの松井亮によるソロユニットmeisterのアルバム『I Met the Music』にもベーシストとして参加した。10月26日、アメリカのケーブルTV「VH1」の番組『Band Reunited』の企画で、ついに1日限定で「Kajagoogoo Together Again」と題した20年ぶりに5人揃ったライブをロンドンで行った。「ハング・オン・ナウ」「君はTOO SHY」「ネバーエンディング・ストーリーのテーマ」の3曲を演奏し、2004年1月にこのライブを含めた特番が放映された。この企画では、最初にロンドンに居たリマールの元をVH1が訪ね、以前、再結成を画策した際に悲観的になっている「ニックがOKしたらいいよ」と条件を出し、その後同じロンドンに居たジェズの元へ向かってから、それからレイトンバザードのニックの元を訪ねて「一晩限り」という条件で渋々OKさせた。映像はそこから撮られており、実際の訪問順や、曲順も感動を呼ぶ様に変えて放映された。
VH1の反響は大きく、元の5人としての仕事の依頼が多数寄せられたが、過去の問題、現在の彼らの置かれている其々の立場の違いなどから、元の5人での再結成が見送られ、結果として「束の間の一日」となった。実はこの頃、ニックとスティーヴとスチュワートはリマールと版権闘争をしていて、昔のカジャの未発表曲を自主販売したいニック達に対して、リマールが昔のギャランティ問題を含んだ要求をしたことで再度対立し、結局其々の溝は埋まらずに5人での再結成は叶わなかった。
2004年、再結成ライブを放映したVH1のメッセージボードに多くの反響が寄せられたが、結果、5人での再結成を断念しつつも、リマールとジェズを除く3人でカジャグーグーとして再始動した。過去の未発表曲は版権で発売できない為に、新たにニューアルバムの製作に入り、先行して新曲「Tears」を80'sコンピレーション・アルバム『This Is Not Retro』に入れて発表、それに伴い過去にリリースした3枚のアルバムに未発表曲を入れてCD化し、イギリスで8月2日に発売した（ニック達3人は、リマールやジェズの問題が解決するなら、また5人で活動したい意向もあると、後のインタビューで語っている）。また夏頃から、アメリカとイギリスでいくつかのライブの予定が入ったが、アメリカのビザ取得の複雑さや、イギリスのプロモーターの破産で、せっかくの活動再開をアピールするチャンスを失ってしまった。
2005年7月、カジャグーグーとしてメジャーレーベルとの契約が難航している中、インダストリアル・ソルトのデビューを控えて、日本のバンドASIAN KUNG-FU GENERATIONの曲「ループ&ループ」をカバーした曲「LOOP&LOOP (UNDER THE THUNDER)」をシングルカットして発表、その関係から彼らのライブ・イベントに参加することになり、インダストリアル・ソルトのサポートメンバーとしてニックとスティーヴが来日してライブを行った。特に先行発表した曲「Sugar Bomb Baby」はスティーヴとニックが10年前に作ったままお蔵入りしていた曲だった。そして9月に、「Sugar Bomb Baby」、「LOOP&LOOP (UNDER THE THUNDER)」を含んだ1stアルバム『ア・ポケット・フル・オブ・マグネティック・レターズ』を日本先行発表した（アルバムタイトルはニックの家の冷蔵庫に張られたメモから、ヘイリーが言葉の音を気に入って決めた名前）。
2006年5月、しばらくシングルを作っていなかったリマールが「Tell Me Why」を発表、公式サイト上にも「One Night With You」や「Pride」など数曲の新曲を披露している。
一方、カジャグーグーはハワード・ジョーンズや、元スパンダー・バレエのトニー・ハドリーなど1980年代に活躍したアーティストの協力を得て、ニューアルバムの曲は完成しているものの、未だメジャーレーベルとの契約が難航し、それを懸念したスチュワートが一時的にカジャから離れ、元の職へ戻ってしまった。また、ニックとスティーヴはインダストリアル・ソルトのサポートメンバーとしてツアーに参加していたが、年末頃にはサポートメンバーから外れてしまい、最近ではカジャ、ニックの公式サイトはまったく更新されず、スティーヴの公式サイトは閉鎖されて、活動状況がまったく掴めなくなっていた2006年10月頃、雑誌「Industrial Rock」のニックのインタビューには「2007年は、私がプロとなって25年目の節目なので、何とかカジャグーグーのニューアルバムをファンに届けたい」と熱意を語っていた。
2007年1月、カジャグーグーのデビュー時にプロデューサーを務めていたコリン・サーストンが他界し、葬儀にはニック達カジャグーグーの3人も参列した。
2007年6月、2年ぶりにカジャの公式サイトが更新され、カジャグーグーはアメリカのInfinite Musicと契約がまとまり、23年振りのシングル「Rocket Boy」を発表した（インダストリアル・ソルトも「Rocket Boys Loves Calendar Girl」のタイトルで同曲を歌っており、元々はインダストリアル・ソルトのために作った曲をカジャのシングルとして採用した。またニックはYouTubeに「SenorSenor」の名義で映像を投稿していて、「Rocket Boy」のPVや、ニックのソロアルバムから漏れた曲「Roboslob」などがいち早く放映されている）。同年9月、1980年代に活躍したアーティストが多く参加する「Retro Festival」にカジャグーグーとして出演し、新曲を含め10曲を久々にライブで披露した。
2007年11月、インダストリアル・ソルトの2ndアルバム『Trash Pop』が完成した頃、ギターのヘイリーがバンドから脱退した。
2008年2月、日本のTV番組のインタビューに答えたリマールから「昔のカジャグーグーのオリジナルメンバーでライブをするよ」とビックリ発言が発表され、リマールとジェズを加えて、再び「カジャグーグー」の名前で「Retrofest」に5人で出演することが決定した。これは「Retrofest」の主催者Bradley Snellingがオリジナルメンバーでライブに出演してくれるように働きかけた結果で、その後、彼はカジャのマネージャー役を務めている。5月、カジャのHPが更新されて、2009年発表予定の5人でのニューアルバムに先行して、全編ニックのボーカルで収録された3人の頃のアルバム『Gone To The Moon』がHP内で発表された。
2009年2月、リマールはドイツ人アーティストSara Noxxのシングル曲「Superior Love」に参加した。同年3月、5人としてのニューアルバムの発表が待たれる中、ニューシングルとしてタイトルソングの「Death Defying Headlines」を含む4曲の新曲、リミックスシングル「Gone to the Moon」などを、HP上に立ち上げたネットショップ「Kajashop」から販売し始めた。また9月から「Space Cadet Tour」と題したUKツアーを行うことが決定。それに合わせて「Space Cadet」のPVも作成し、10月に「Space Cadet」と「Dreaming of the Same Thing」を入れたベスト盤を発表した。また12月にPhilip LarsenとChris Smithがプロデュースした「Manhattan Clique」をリミックスした「White Feathers (Manhattan Clique Remixes)」が音楽配信のみで発表された。
2010年2月、ニックのHP上でEllis, Beggs & Howard時代の未発表13曲を集めた『The Lost Years vol.2』を音楽配信として発表した。
2011年4月ニックとスティーブを中心に「Red dot Music」を立ち上げ、カジャグーグーや、リマールを始め、ニックやスティーブのソロ活動まで、様々な活動を行っていくことをHPで発表。その中にスティーブが2013年にソロ・アルバムを発表することが書かれていた。また同年6月、リマールが久々のソロ・シングル「1983」を発表。続く2012年12月、リマールのソロ・シングル「London for Christmas」を音楽配信にて発表した。
再結成後のライブではリマールのソロ曲である「ネバーエンディング・ストーリーのテーマ」もレパートリーに加え、元々は女性の歌唱だったコーラスパートをニックが歌唱している。
2013年2月、ニックはジョン・ヤング、マーティン・"フロスティ"・ビードルらとライフサインズを結成、5曲入りのアルバム『LIFESIGNS』を発表した、また同年ニックの過去2枚のソロ・アルバムから選曲し、2曲の新曲を加えた『The Darkness In Men's Hearts』を発表した。
2016年1月、ニックは新たなソロ・プロジェクトとして、ロジャー・キング、マルコ・ミンネマンらとザ・ミュート・ゴッズ (The Mute Gods)を立ち上げ、1stアルバム『ドゥ・ナッシング・ティル・ユー・ヒア・フロム・ミー』を発表した。
アルバムの最後には歌手になった娘のLula Beggsと「Father Daughter」という曲をデュエットしている。
2016年4月、リマールが「Back to 80's」と題したライブを大阪、東京で行う。ライブでは自身の曲や、カジャグーグー、ジョー・ジャクソン、デュラン・デュランの楽曲を披露した。また、ニックは5月にスティーヴ・ハケットのライブにサポートメンバーとして来日。ニックの来日前のインタビュー記事の中で、リマールの来日どころか、2011年以降会っていないこと、カジャグーグーとしての活動再開に関してニック自身は「終わっている」ことと感じていること、過去に出したカジャグーグーのアルバムで気に入っているものはなく、音楽そのものより当時のリマールとの関係や、ジェズの解雇といった辛い思い出が強く残っていることなどを語っている。また、ニック自身はザ・ミュート・ゴッズの2ndアルバムの制作中であることも語られている。

## メンバー
- スティーヴ・アスキュー (Steve Askew) - ギター、プログラミング、バック・ボーカル (1978年–1985年、2003年–2004年、2007年–2011年)
- ニック・ベッグス - (Nick Beggs) - ベース、スティック、ギター、キーボード、プログラミング、パーカッション、ボーカル (1978年–1985年、2003年–2004年、2007年-2011年)
- スチュワート・ニール (Stuart Neale) - キーボード、プログラミング、ピアノ、バック・ボーカル (1978年–1985年、2003年–2004年、2007年–2011年)
- ジェズ・ストロード (Jez Strode) - ドラム、パーカッション (1978年–1984年、2003年、2008年–2011年)
- リマール (Limahl) - ボーカル (1982年-1983年、2003年、2008年–2011年)

## 日本公演
- 1984年

7月12日 中野サンプラザ、13日 渋谷公会堂、16日 中野サンプラザ、18日 名古屋市公会堂、20日 北海道厚生年金会館、23日 福岡サンパレス、25日 大阪城ホール
9月19日 神戸国際会館、20日 中野サンプラザ、21日 東京厚生年金会館

## ディスコグラフィ

### スタジオ・アルバム
- 『君はTOO SHY』 - White Feathers (1983年)
- 『アイランズ』 - Islands (1984年)
- 『カジャ3』 - Crazy Peoples Right to Speak (1985年) ※カジャ (Kaja)名義
- Gone to the Moon (2008年)

### ライブ・アルバム
- Live in Tokyo 1984 (2005年)
- BBC In Concert: 30th May 1983 (Live at Hammersmith Odeon) (2009年)

### コンピレーション・アルバム
- 『スーパー・ベスト シングルズ・アンド・モア』 - Too Shy: The Singles and More (1993年) ※リマール・ソロ含む
- The Best of Kajagoogoo & Limahl (1996年) ※リマール・ソロ含む
- The Very Best of Kajagoogoo (1996年)
- Premium Gold Collection (1998年)
- Best of the 80's: Kajagoogoo & Limahl (2000年) ※リマール・ソロ含む
- 『ベスト・オブ・カジャグーグー・アンド・リマール』 - The Very Best of Kajagoogoo & Limahl (2003年) ※リマール・ソロ含む
- Greatest Hits (2008年)
- Too Shy: the Best of Kajagoogoo & Limahl (2009年) ※リマール・ソロ含む
- So80s (Soeighties) Presents Kajagoogoo (2011年)
- The Hits (2012年) ※リマール・ソロ含む
- Original Album Series (2014年) ※1st、2nd、3rdアルバム、リマール・ソロ1st、2ndアルバムの5枚組ボックス

### シングル
- 「君はTOO SHY」 - "Too Shy" (1983年)
- "Ooh to be Ah" (1983年)
- 「ハング・オン・ナウ」 - "Hang on Now" (1983年)
- 「ビッグ・アップル」 - "Big Apple" (1983年)
- 「ライオンズ・マウス」 - "The Lion's Mouth" (1984年)
- 「バック・オン・ミー」 - "Turn Your Back On Me" (1984年)
- 「パワー・トゥ・フォーギヴ」 - "The Power to Forgive" (1984年) ※日本のみ発売
- 「涙の傷あと」 - "Shouldn't Do That" (1985年) ※カジャ (Kaja)名義
- "Rocket Boy" (2007年)
- "Death Defying Headline"(4 track EP) (2008年)※Kajashopで販売された。
- "White Feathers (Manhattan Clique Remix)" (2009年)

### 映像作品
- 『Kajagoogoo』- Kajagoogoo: White Feathers Tour (1983年) ※VHS、ベータ、レーザーディスク、CED
- 『君はToo Shy・カジャグーグー・ライヴ』 - Too Shy – The Video E.P. (1983年) ※VHS、ベータ、レーザーディスク
- Too Shy: the Best of Kajagoogoo & Limahl (2009年) ※CD & DVD